# Saint-Pierre-Azif
Saint-Pierre-Azif è un comune francese di 177 abitanti situato nel dipartimento del Calvados nella regione della Normandia.

## Società

### Evoluzione demografica
Abitanti censiti